# Zlukov
Zlukov är en ort i Tjeckien.   Den ligger i regionen Södra Böhmen, i den centrala delen av landet, 100 km söder om huvudstaden Prag. Zlukov ligger 442 meter över havet och antalet invånare är 230.
Terrängen runt Zlukov är platt. Runt Zlukov är det glesbefolkat, med 19 invånare per kvadratkilometer. Närmaste större samhälle är Jindřichův Hradec, 19,5 km öster om Zlukov. Omgivningarna runt Zlukov är en mosaik av jordbruksmark och naturlig växtlighet.